# Championnats d'Allemagne de squash
Les Championnats d'Allemagne de squash sont une compétition de squash individuelle organisée par la Fédération allemande de squash (Deutscher Squash Verband). Ils se déroulent chaque année depuis 1977.
Simon Rösner détient le record de victoires masculines avec 11 titres depuis 2007. Sabine Schöne  détient le record de victoires féminines avec 17 titres entre 1988 et 2004 dont les trois derniers sous le nom de Sabine Tillmann.

## Palmarès

### Hommes
- 2025 : Raphael Kandra
- 2024 : Raphael Kandra[1]
- 2023 : Raphael Kandra
- 2022 : Raphael Kandra[2]
- 2020 : Raphael Kandra
- 2019 : Raphael Kandra[3]
- 2018 : Raphael Kandra[4]
- 2017 : Simon Rösner[5]
- 2016 : Simon Rösner
- 2015 : Simon Rösner
- 2014 : Simon Rösner
- 2013 : Simon Rösner
- 2012 : Simon Rösner
- 2011 : Simon Rösner
- 2010 : Simon Rösner
- 2009 : Simon Rösner
- 2008 : Simon Rösner
- 2007 : Simon Rösner
- 2006 : Simon Baker
- 2005 : Hansi Seestaller
- 2004 : Stefan Leifels
- 2003 : Lars Harms
- 2002 : Hansi Wiens
- 2001 : Lars Harms
- 2000 : Oliver Pettke
- 1999 : Simon Frenz
- 1998 : Florian Pößl
- 1997 : Simon Frenz
- 1996 : Hansi Wiens
- 1995 : Hansi Wiens
- 1994 : Simon Frenz
- 1992 : Hansi Wiens
- 1991 : Hansi Wiens
- 1990 : Hansi Wiens
- 1989 : Hansi Wiens
- 1988 : Hansi Wiens
- 1987 : Carol Martini
- 1986 : Michael Ehlers
- 1985 : Carol Martini
- 1984 : Ralf Schuldt
- 1983 : Carol Martini
- 1982 : Carol Martini
- 1981 : Carol Martini
- 1980 : Carol Martini
- 1979 : Conny Hasselbach
- 1978 : Ronny Rothenberger
- 1977 : Ronny Rothenberger
- 1976 : Ronny Rothenberger

### Femmes
- 2025  : Saskia Beinhard
- 2024  : Saskia Beinhard[1]
- 2023  : Saskia Beinhard
- 2022  : Saskia Beinhard[2]
- 2020  : Saskia Beinhard
- 2019  : Nele Hatschek[6]
- 2018  : Franziska Hennes[4]
- 2017  : Franziska Hennes[5]
- 2016  : Sharon Sinclair
- 2015  : Sina Wall
- 2014  : Franziska Hennes
- 2013  : Franziska Hennes
- 2012  : Kathrin Hauck[7]
- 2011  : Sina Wall
- 2010  : Kathrin Rohrmüller
- 2009  : Kathrin Rohrmüller
- 2008  : Kathrin Rohrmüller
- 2007  : Kathrin Rohrmüller
- 2006  : Katharina Witt
- 2005  : Karin Berière
- 2004  : Sabine Tillmann
- 2003  : Sabine Tillmann
- 2002  : Sabine Tillmann[8]
- 2001  : Sabine Schöne
- 2000  : Sabine Schöne
- 1999  : Sabine Schöne
- 1998  : Sabine Schöne
- 1997  : Sabine Schöne
- 1996  : Sabine Schöne
- 1995  : Sabine Schöne
- 1994  : Sabine Schöne
- 1992  : Sabine Schöne
- 1991  : Sabine Schöne
- 1990  : Sabine Schöne
- 1989  : Sabine Schöne
- 1988  : Sabine Schöne
- 1987  : Andrea Holbe
- 1986  : Barbara Hammerschmidt
- 1985  : Andrea Holbe
- 1984  : Barbara Hammerschmidt
- 1983  : Claudia Thomalla-Adam
- 1982  : Claudia Thomalla
- 1981  : Claudia Thomalla
- 1980  : Claudia Thomalla
- 1979  : Myrtle Lange
- 1978  : Myrtle Lange
- 1977  : Jill Burrows